# Sibbesse
Sibbesse er en by og kommune i det centrale Tyskland med 5.747(2023) indbyggere, hørende under Landkreis Hildesheim i den sydlige del af delstaten Niedersachsen. Den er administrationsby i amtet (Samtgemeinde) Sibbesse.

## Geografi
Sibbesse ligger nordøst for de op til 395 meter høje Sieben Berge , (bag hvilke eventyrene fortæller Snehvide har levet), og syd for Hildesheimer Walds (ca. 359 m højt). Den ligger mellem byerne Alfeld mod vest og Hildesheim mod nordvest. I kommunen ligger ud over selve Sibbesse, landsbyerne Hönze, Möllensen og Petze.